# Anthem (banda)
Anthem (アンセム, Ansemu) é uma banda japonesa de heavy metal formada no início dos anos 80 em Tóquio. Estão entre as muitas bandas desse estilo fundadas no Japão nessa época, como Loudness e Earthshaker. O nome da banda veio da música homônima do Rush.

## História

### Primeiros anos (1981–1985)
A Anthem foi fundada em Tóquio em 1980 como um quarteto, composto pelo vocalista Toshihito Maeda, o guitarrista Akifumi Koyanagi, o baixista Naoto Shibata (também conhecido como "Ski") e o baterista Takamasa Ohuchi. Koyanagi saiu no final de 1983 para ser substituído por Hiroya Fukuda. Em dezembro de 1984, o vocalista Toshihito Maeda também saiu e a Anthem convocou Eizo Sakamoto para seu álbum de estreia homônimo, lançado em julho de 1985 pela Nexus e licenciado para a Europa pela Roadrunner Records.

### Sucesso (1985–1992)
Seu primeiro lançamento de estúdio contou com canções clássicas como "Wild Anthem" e "Warning Action". Seu primeiro EP single em 1986, intitulado "Xanadu", foi a primeira música conhecida a ser usada para a promoção de um novo videogame, o RPG de computador Dragon Slayer II: Xanadu da Nihon Falcom . Seu segundo álbum, Tightrope, lançado em 21 de abril de 1986, apresentou um som mais cativante e melódico com uma performance vocal aprimorada de Sakamoto. Bound to Break seria o último álbum com Eizo Sakamoto em quase duas décadas. O álbum estava cheio de clássicos ("Empty Eyes", "Bound to Break", "Soldiers") e apresentou o produtor mundialmente famoso da banda, Chris Tsangarides (talvez mais conhecido por produzir o clássico álbum de 1990 do Judas Priest, Painkiller). Com a saída de Sakamoto em 1988, Shibata recrutou Yukio Morikawa para a posição vocal da banda. Com Morikawa veio o álbum Gypsy Ways, considerado o álbum mais popular da banda. A voz de Morikawa fez da banda um grande sucesso naquela época e ele era semelhante em estilo, alcance vocal e habilidade a Graham Bonnet . Em 1989, foi lançado o álbum Hunting Time e a música "The Juggler" foi usada como PV. No início dos anos 90, Anthem teve outra saída: após a conclusão do álbum No Smoke Without Fire, desta vez sem o produtor/engenheiro da banda, Chris Tsangarides, Hiroya Fukuda (guitarra) saiu e foi substituído por Hideaki 'Shadow Walker' Nakama. . Hideaki Nakama deixou a banda após o término da turnê e a busca por um novo guitarrista começou.

### Dissolução (1992–2000)
Depois de muitas audições, o jovem Akio Shimizu juntou-se à banda para substituir Nakama. Em 1992 a banda lançou Domestic Booty Porém o heavy metal de estilo clássico saiu de moda no início dos anos 90 e com a explosão do grunge nos EUA e o movimento Visual Kei na música japonesa Shibata decidiu acabar com o banda. Os integrantes do Anthem acompanharam o lançamento do álbum com uma turnê por diversas cidades do Japão e lançaram o VHS/CD Last Anthem: Live gravado na Nissin Power Station, que foi o último show da banda em quase oito anos.

### Retorno (2000–2011)
Após o longo hiato, Anthem retornou em 2000, com o álbum Heavy Metal Anthem que contou com a participação do vocalista Graham Bonnet (ex-vocalista do Rainbow e Alcatrazz). O álbum é inteiramente composto por músicas clássicas da banda reorganizadas com letras em inglês. A formação do Heavy Metal Anthem foi: Graham Bonnet (vocal), Naoto Shibata (baixo), Akio Shimizu (guitarra) e Takamasa Oouchi (bateria).
Loudness) substituiu Takamasa Oouchi na bateria e Eizo Sakamoto voltou aos vocais. Em 2001, eles lançaram Seven Hills . Em 2002 veio Overload. Em 2003, a banda gravou Live' Melt Down no Citta Club Kawasaki. Em 2004 a banda lançou o single "Onslaught" seguido do álbum Eternal Warrior, que continuou na mesma direção sonora de Overload . Em 2005, o Anthem comemorou seu vigésimo aniversário com uma turnê especial, onde todos os integrantes da banda desde 1985 tocaram as músicas da banda em suas respectivas formações. O show Kawasaki desta turnê foi filmado e lançado em DVD como "20th Anniversary Tour".
Em 2006 Anthem lançou Immortal, seguido do single e videoclipe de "Immortal Bind". O videoclipe de "Heat of the Night" foi lançado logo após o lançamento do álbum em novembro de 2008.
O álbum Heraldic Device foi lançado em 2011. Este foi o último álbum deles com a gravadora JVC.

### 2012–presente
A partir de 2012, Anthem assinou com a gravadora Universal Music e lançou um novo single "Evil One" em setembro de 2012 e seguindo com um álbum, Burning Oath, que foi lançado em outubro de 2012.
Em 10 de janeiro de 2013, a banda anunciou que estava em um hiato depois que Shibata foi diagnosticado com câncer de estômago. O baixista declarou que estava livre do câncer e saudável em 2021. Após a recuperação de Shibata, a banda fez alguns shows de retorno em julho de 2013, com a Live Circus Tour, seguindo-os novamente em setembro e outubro de 2013.
Em fevereiro de 2014, o cantor Eizo Sakamoto deixou a banda pela segunda vez e foi substituído pelo ex-vocalista Yukio Morikawa. O grupo também anunciou que o baterista Isamu Tamaru, que atuava como baterista convidado da banda desde 2012, substituiria Homma como membro permanente.
Absolute World, o primeiro álbum de Yukio Morikawa como vocalista da banda desde Domestic Booty em 1992, foi lançado em 22 de outubro de 2014. A banda fez uma turnê ao longo de novembro para divulgar o álbum.
No dia 17 de abril, a banda anunciou através de seu site o título de seu próximo álbum, Engraved, que foi lançado em 21 de junho de 2017. Um vídeo foi lançado para o single "The Artery Song".
A coletânea, Nucleus, que conta com versões em inglês de suas músicas, foi lançada em 29 de março de 2019 pela Nuclear Blast Records. No dia 17 de dezembro de 2018, a banda lançou "Black Empire", originalmente cantada por Eizo Sakamoto e agora por Yukio Morikawa, como primeiro single do álbum. Em 2020, a banda lançou o álbum "Explosive!!: Studio Jam", com regravações de canções anteriores e participação do vocalista Graham Bonnet. Anthem anunciou a turnê "Anthem 2001 vs. Anthem 2021" para 2021, na qual membros antigos e atuais apareceram no palco.

## Integrantes

### Integrantes atuais
- Yukio Morikawa: vocais principais (1988–1992, 2014–presente)
- Akio Shimizu: guitarras, backing vocals (1991–1992, 2000–presente)
- Naoto Shibata: baixo, backing vocals (1981–1992, 2000–presente)
- Isamu Tamaru: bateria (2012-presente)

### Ex-integrantes
- Toshihito Maeda: vocais principais (1981–1984)
- Eizo Sakamoto: vocais principais (1984–1988, 2000–2014)
- Akifumi Koyanagi: guitarras (1981–1983)
- Hiroya Fukuda: guitarras (1983–1990)
- Hideaki Nakama: guitarras (1990–1991)
- Takamasa Ohuchi: bateria (1981–1992)
- Hirotsugu Homma: bateria (2000–2012)

## Discografia

### Álbuns de estúdio
| Ano  | Título                  |
| ---- | ----------------------- |
| 1985 | Anthem                  |
| 1985 | Ready to Ride EP        |
| 1986 | Tightrope               |
| 1987 | Bound to Break          |
| 1988 | Gypsy Ways              |
| 1989 | Hunting Time            |
| 1990 | No Smoke Without Fire   |
| 1992 | Domestic Booty          |
| 2000 | Heavy Metal Anthem      |
| 2001 | Seven Hills             |
| 2002 | Overload                |
| 2004 | Eternal Warrior         |
| 2006 | Immortal                |
| 2008 | Black Empire            |
| 2011 | Heraldic Device         |
| 2012 | Burning Oath            |
| 2014 | Absolute World          |
| 2017 | Engraved                |
| 2019 | Nucleus                 |
| 2020 | Explosive!!: Studio Jam |
| 2023 | Crimson & Jet Black     |

### Álbuns ao vivo
| Ano  | Título                                  |
| ---- | --------------------------------------- |
| 1987 | The Show Carries On!                    |
| 1992 | Last Anthem                             |
| 2003 | Live' Melt Down                         |
| 2005 | The Show Carries On! – Complete Version |
| 2005 | Prologue Live Boxx                      |
| 2010 | Prologue Live Boxx 2                    |
| 2015 | Trimetallic                             |

### Coletâneas
- 1990: Best 1981–1990
- 1992: Best II 1981–1992
- 1998: The Very Best of Anthem
- 2001: Anthem Ways
- 2005: Official Bootleg
- 2007: Core: Best of Anthem 2000–2007
- 2015: Anthems 2000–2011 (2CDs + DVD)
- 2019: Nucleus

### Vídeo/DVD
- 1987: The Show Carries On
- 2001: Back Then
- 2003: Live' Melt Down: The Show Still Carries On
- 2005: Anthem 20th Anniversary Tour 2005
- 2009: Live Immortal
- 2013: Live Unbroken
- 2016: 30+